# ديفيد ستيوارت (أستاذ جامعي)
ديفيد ستيوارت (بالإنجليزية: David Stuart)‏ هو عالم آثار أمريكي، ولد في 7 أغسطس 1965.